# Morane-Saulnier MS.1500
Il Morane-Saulnier MS.1500 Epervier (passero) era un prototipo di aereo da attacco al suolo e da ricognizione monomotore ad ala bassa prodotto nel 1958 dall'azienda francese Morane-Saulnier.

## Storia

### Sviluppo
L'Epervier nasce dall'esigenza da parte dell'Armée de l'air di dotarsi di un velivolo leggero antiguerriglia da utilizzare per controllare il territorio algerino durante la guerra d'Algeria. Al bando emesso nel 1958, la Morane-Saulnier rispose con un progetto derivato dal MS.775 Fleuret alla quale venne chiesto di realizzare 2 prototipi per le prove di valutazione. Inizialmente era previsto l'utilizzo del turboelica Turbomeca Marcadau sostituito invece con il Bastan.

### Impiego operativo
Il primo velivolo costruito venne portato in volo per la prima volta il 12 maggio 1958 e benché avesse dimostrato buone caratteristiche il programma venne interrotto per la mancanza di finanziamenti. Tuttavia il velivolo continuò la sua vita operativa utilizzato a fine di ricerca.

## Descrizione tecnica
L'Epervier era un monomotore a turboelica di piccole dimensioni, caratterizzato dalla fusoliera, dotata di abitacolo chiuso con grande tettuccio a bolla, che terminava posteriormente in un impennaggio tradizionale monoderiva. L'ala era montata bassa ed a sbalzo ed integrava il carrello d'atterraggio, triciclo classico con ruotino posteriore, con le gambe di forza montate fisse sulla parte inferiore delle due semiali. La propulsione era affidata ad un turboelica Turbomeca Bastan abbinato ad un'elica tripala.